# Жабјек в Подбочју
Жабјек в Подбочју (словен. Žabjek v Podbočju) је насељено место у општини Кршко, Посавска регија, Словенија.

## Историја
До територијалне реорганизације у Словенији био је у саставу старе општине Кршко.

## Становништво
У попису становништва из 2011. године Жабјек в Подбочју је имао 55 становника.
| Број становника према пописима | Број становника према пописима | Број становника према пописима |
| ------------------------------ | ------------------------------ | ------------------------------ |
| 1991                           | 2002                           | 2011                           |
| 40                             | 53                             | 55                             |

Напомена: До 1955. исказивано под именом Жабјек. Године 1953. повећано за насеље Савињек, које је укинуто.